# جورج سكوت (رسام)
جورج سكوت (بالفرنسية: Georges Scott)‏ هو رسام ومراسل عسكري ورسام توضيحي فرنسي، ولد في 10 يونيو 1873 في الدائرة السادسة في باريس في فرنسا، وتوفي في 14 يناير 1943.

## معرض صور

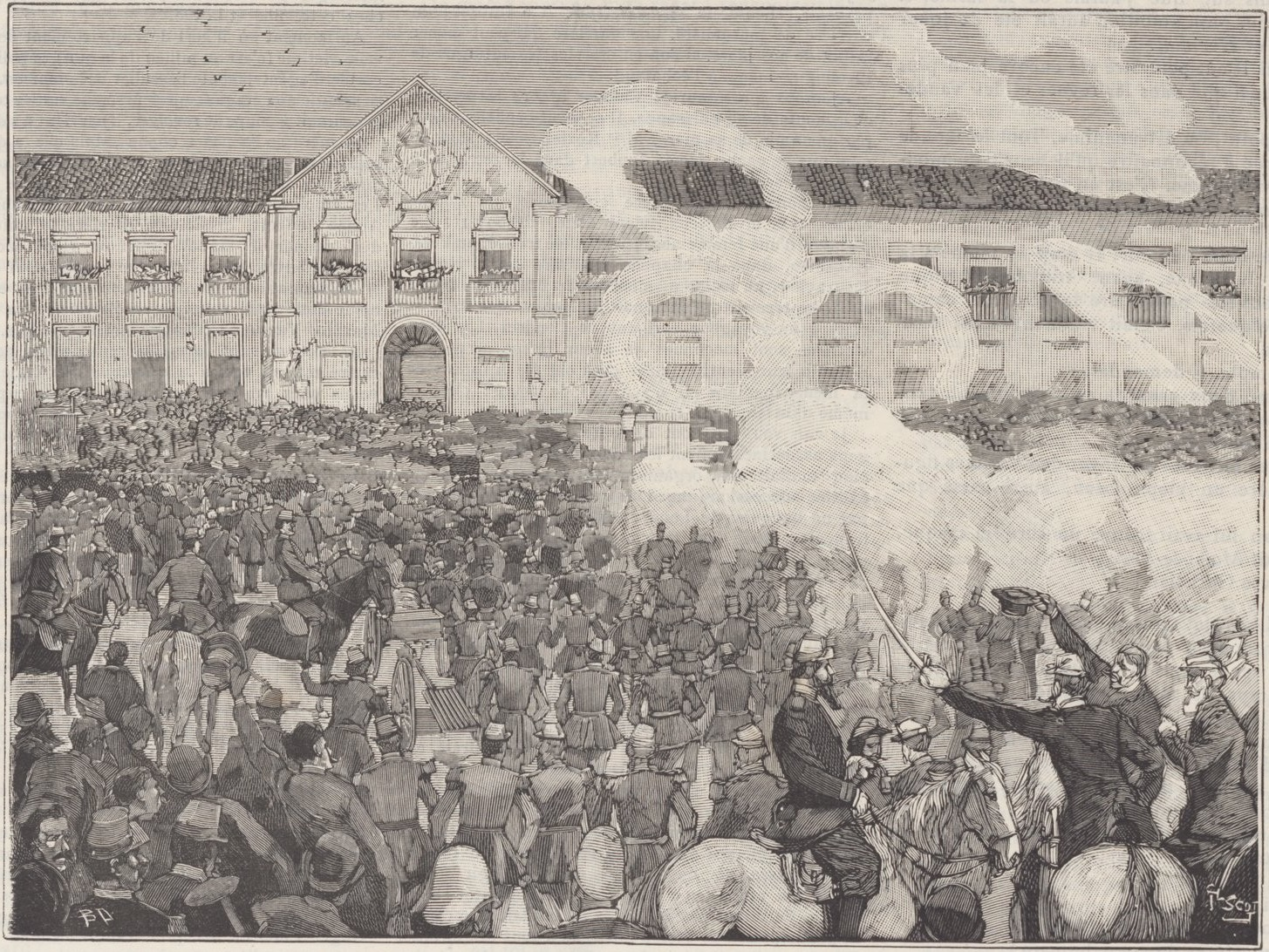
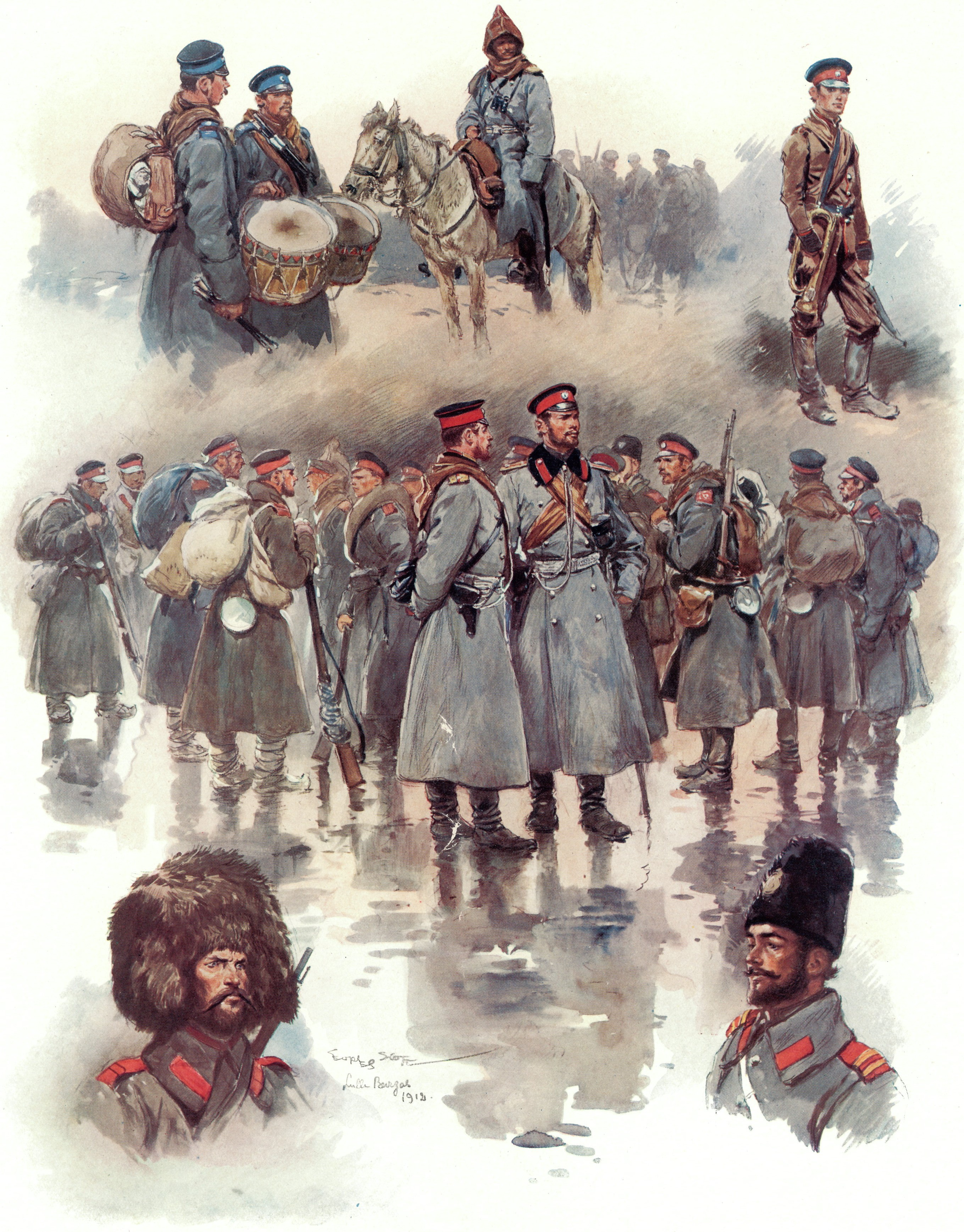
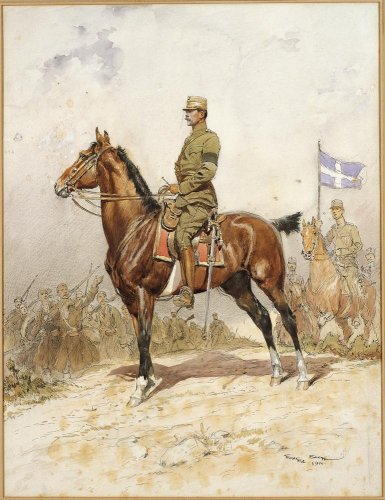
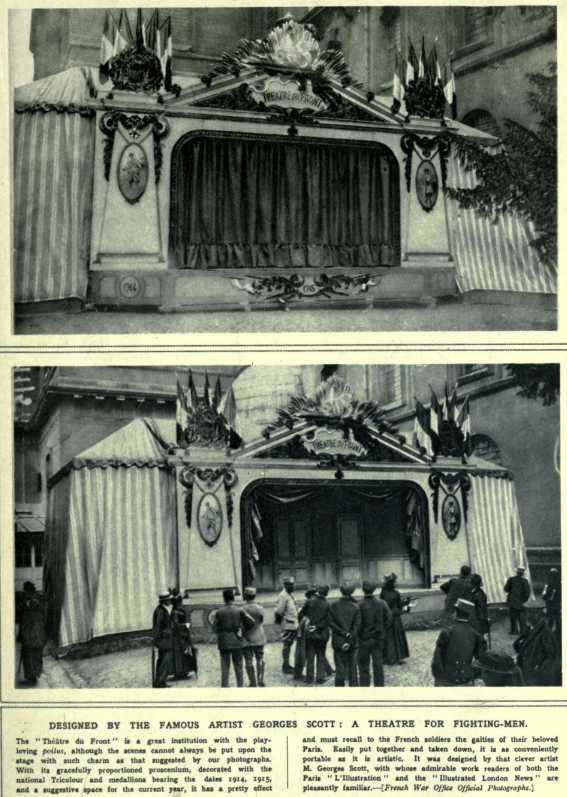

## وصلات خارجية
- جورج سكوت على موقع أوليمبيديا (الإنجليزية)